# Afrolaena
Afrolaena is een kevergeslacht uit de familie zwartlijven (Tenebrionidae). De wetenschappelijke naam van het geslacht  is voor het eerst geldig gepubliceerd in 2002 door Endrödy-Younga en Schawaller.

## Soorten
- Afrolaena elongata Endrödy-Younga & Schawaller, 2002[1]
- Afrolaena knysnaensis Endrödy-Younga & Schawaller, 2002[1]
- Afrolaena natalica Endrödy-Younga & Schawaller, 2002[1]
- Afrolaena ornata Endrödy-Younga & Schawaller, 2002[1]
- Afrolaena palpata Endrödy-Younga & Schawaller, 2002[1]
- Afrolaena parallela Endrödy-Younga & Schawaller, 2002[1]
- Afrolaena tibialis Endrödy-Younga & Schawaller, 2002[1]
- Afrolaena transkeiensis Endrödy-Younga & Schawaller, 2002[1]